# 37 Interactive
37Games (Chinois: 37游戏), officiellement Sanqi Interactive Entertainment Chinese, est un développeur et éditeur chinois de navigateurs et de jeux mobiles. 37Games est enregistré à Shanghai et possède des succursales à Pékin, Guangzhou, Chengdu, Hong Kong et Taiwan.

## Histoire
En septembre 2011, 37Games a été fondé par Li Yi Fei et Zeng Kaitian. 
En août 2014, autorisé par Webzine et développé par 37Games, MU: L'Archange a battu le record du jeu par navigateur chinois avec 320 millions de RMB de revenus en seulement 60 jours. En juillet 2014, MU: The Archangel a été publié en chinois traditionnel pour les marchés de Taiwan, Macao et Hong Kong. 
En 2014, 37Games est devenu public sur le marché boursier chinois A-Share[réf. nécessaire].
En 2015, 37Games se classe comme la deuxième plus grande plate-forme chinoise de jeux par navigateur derrière Tencent, prenant 13,3% de la part de marché des jeux par navigateur chinois, avec des inscriptions en Chine continentale dépassant les 400 millions[réf. nécessaire]. Le site web de 37Games en Chine continentale exploite près de 300 jeux avec des revenus mensuels supérieurs à 220 millions de CNY. 
Le 12 mars 2015, 37Games a accueilli la 2e Conférence internationale annuelle sur le jeu en Chine avec le discours d'ouverture: Le développement durable de l'industrie du jeu. 
Le 1er août 2015, 37Games a annoncé avoir acquis les droits d'adapter le jeu Lineage II de l'éditeur coréen NCsoft en un jeu par navigateur pour le marché chinois. 
Le 6 août 2015, 37Games a acquis SNK Playmore Corporation. 
Le 14 décembre 2015, 37Games reçoit le badge Top Developer de Google. 
Le 18 décembre 2015, 37Games a publié son premier jeu mobile, Fusion War, sur le Google Play Store et l'App Store. Il s'agit d'un FPS 3D développé par Tencent, avec un un système PvP et des missions spéciales.